# Mina Sundwall
Mina Sundwall (New York, 23 ottobre 2001) è un'attrice statunitense.
È nota principalmente per il ruolo di Penny Robinson nella serie televisiva Lost in Space.

## Biografia
Sundwall fa la sua prima apparizione in televisione nel 2012 con la serie documentaristica Celebrity Ghost Stories 2. Nel 2014 recita in Law & Order: Special Victims Unit. Nel 2015 recita nella commedia romantica Il piano di Maggie - A cosa servono gli uomini, nel thriller Freeheld - Amore, giustizia, uguaglianza, e nel film #Horror. A partire dal 2018 interpreta il ruolo di Penny Robinson nella serie televisiva Lost in Space di Netflix.

## Filmografia

### Attrice

#### Cinema
- A Good Marriage, regia di Peter Askin (2014)
- Il piano di Maggie - A cosa servono gli uomini (Maggie's Plan), regia di Rebecca Miller (2015)
- Freeheld - Amore, giustizia, uguaglianza (Freeheld), regia di Peter Sollett (2015)
- #Horror, regia di Tara Subkoff (2015)
- Jesus Revolution, regia di Jon Erwin (2023)

#### Televisione
- Celebrity Ghost Stories – serie TV, episodio 4x21 (2012)
- Law & Order - Unità vittime speciali (Law & Order: Special Victims Unit) – serie TV, episodio 16x06 (2014)
- Lost in Space – serie TV, 28 episodi (2018-2021)
- Legends of Tomorrow – serie TV, 8 episodi (2020-2021)

### Doppiatrice
- God of War Ragnarök – videogioco (2022)

## Doppiatrici italiane
Nelle versioni in italiano delle opere in cui ha recitato, Mina Sundwall è stata doppiata da:
- Letizia Ciampa in Freeheld - Amore, giustizia, uguaglianza
- Emanuela Ionica in Lost in Space
- Vittoria Bartolomei in Legends of Tomorrow (st. 5)
- Veronica Benassi in Legends of Tomorrow (st. 6)

Da doppiatrice è stata sostituita da:
- Veronica Benassi in God of War Ragnarök